# Buckarby, Nora
Buckarby är en by i Nora socken, Heby kommun.
Byn finns dokumenterad första gången i Markgäldsförteckningen 1312 (bodækarleby, bodakarleby, 1366 bodhakarlaby, 1398 bodhakarllaby), då fanns här åtta skattskyldiga hushåll. Katarina Jönsdotter skänkte 1448 ett halvt markland jord i Buckarby som hon 1404 fått i morgongåva av sin man Mats Ragvastsson (sågskura) till Sko kloster. Under 1500-talet fanns här fyra mantal skatte (varav ett senare förmedlat till halft). Bynamnet har tolkats som "fäbodkarlarnas nybygge".
Buckarby hade sina fäbodar nordost om Skärsjön, man hade även en annan fäbod öster om mossen Horssvältan. Laga skifte förrättades 1864.